# Katedralen i Podgorica
Katedralen i Podgorica (serbiska: Саборни Храм Христовог Васкрсења/Saborni Hram Hristovog Vaskrsenja) är en serbisk-ortodox katedral belägen i Montenegros huvudstad Podgorica. 
Katedralen är helgad åt Jesu uppståndelse och är även den största kyrkobyggnaden i staden. 

## Historia
Byggandet av katedralen påbörjades 1993 efter design av arkitekt Predrag Ristić och var residens för Amfilohije Radović, som var metropolit av Montenegro-Primorje stift och ärkebiskop av Cetinje fram till sin död i december 2020.
Invigningen hölls den 7 oktober 2013 i samband med 1700-årsdagen av Ediktet i Milano om religionsfrihet, och där deltog överhuvudena för de östortodoxa kyrkorna, den serbisk-ortodoxa kyrkans dåvarande patriark Irinej, den ekumeniske patriarken Bartolomaios I, patriarken i Jerusalem Theofilos III och rysk-ortodoxa kyrkans Kirill av Moskva, tillsammans med Metropolitan of Montenegro och Littoral Amfilohije.
Den 1 november 2020 begravdes metropolit Amfilohije på egen begäran i kryptan i katedralen för Kristi uppståndelse, på en viloplats som var förberedd för hans livslängd. Amfilohije hade varit metropolit i Metropolitan i Montenegro och Littoral under trettio år (1990 - 2020).

## Arkitektur
Katedralens storlek är 14 000 kvadratfot.
Kyrkan, med sina tvillingtorn och framträdande båge, påverkas tydligt av den medeltida katedralen St. Tryphon, med romansk, italiensk och bysantinsk påverkan. Interiören är rikligt utsmyckad med ikonografiska väggmålningar med guldbakgrund, marmorgolv och inredning.
Katedralen kombinerar olika stildrag från andra kyrkor i Montenegro. Exempelvis är tornen designade efter Saint Tryphons katedral i Kotor. Ovanför kyrkans ingång finns en mosaik i storleken 59.9 m². Den gjordes av professor Lazic och studenter vid Belgrade Academy of Fine Arts.
"Orthodox Arts Journal" skriver att katedralen är "säkert en av de mest intressanta ortodoxa kyrkorna som har byggts i vår tid. Till skillnad från andra nya katedraler som vi nyligen har sett, försöker exteriören inte spegla den högbysantinska perfektionen. Det är snarare en charmigt excentrisk design. Den har de något besvärliga egenskaperna som någon riktig katedral, som uttrycker de kulturella spänningarna mellan den höga kejserliga stilen och lokala hantverkares förmåga."

## Galleri

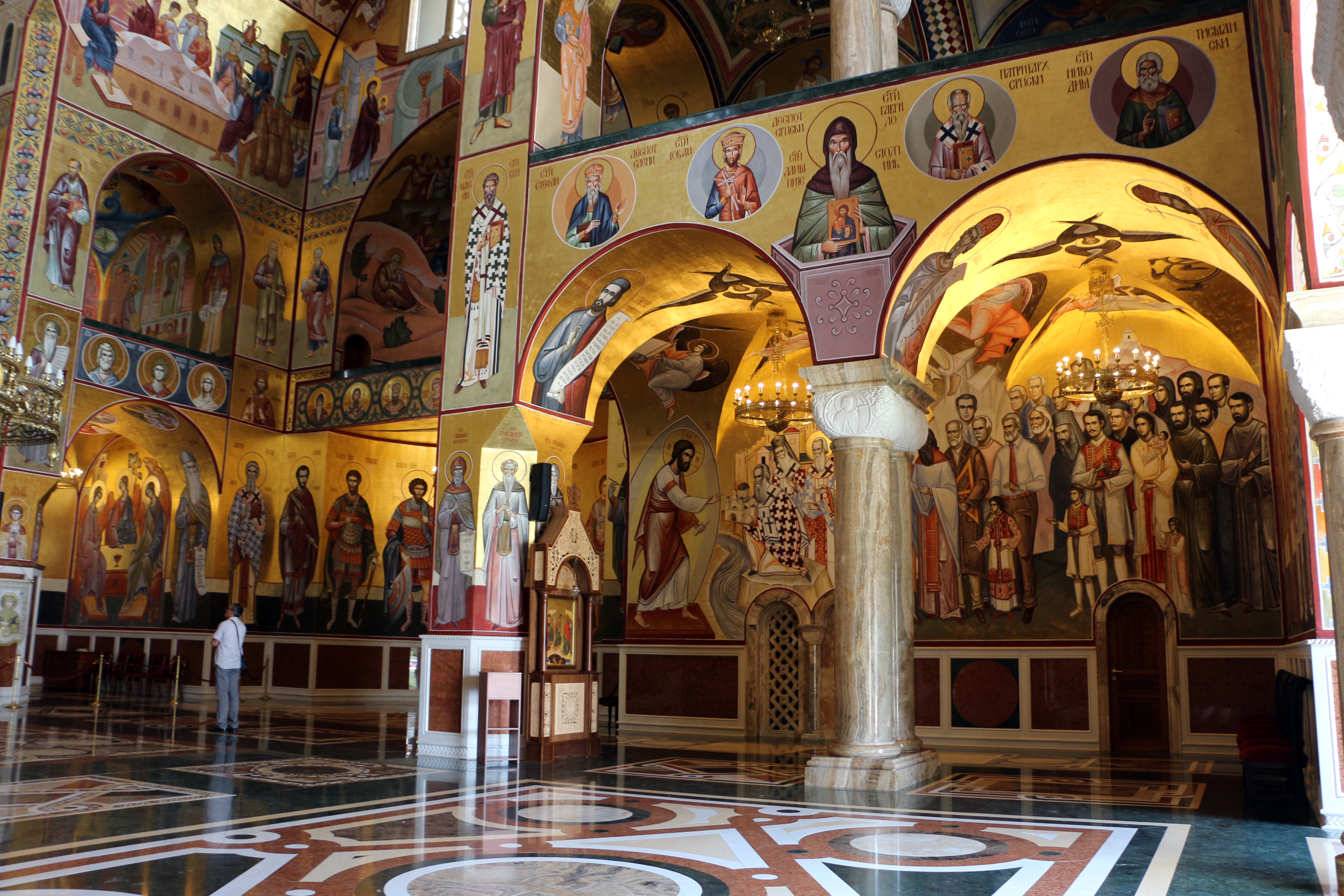
Katedralens interiör (högra sidan).
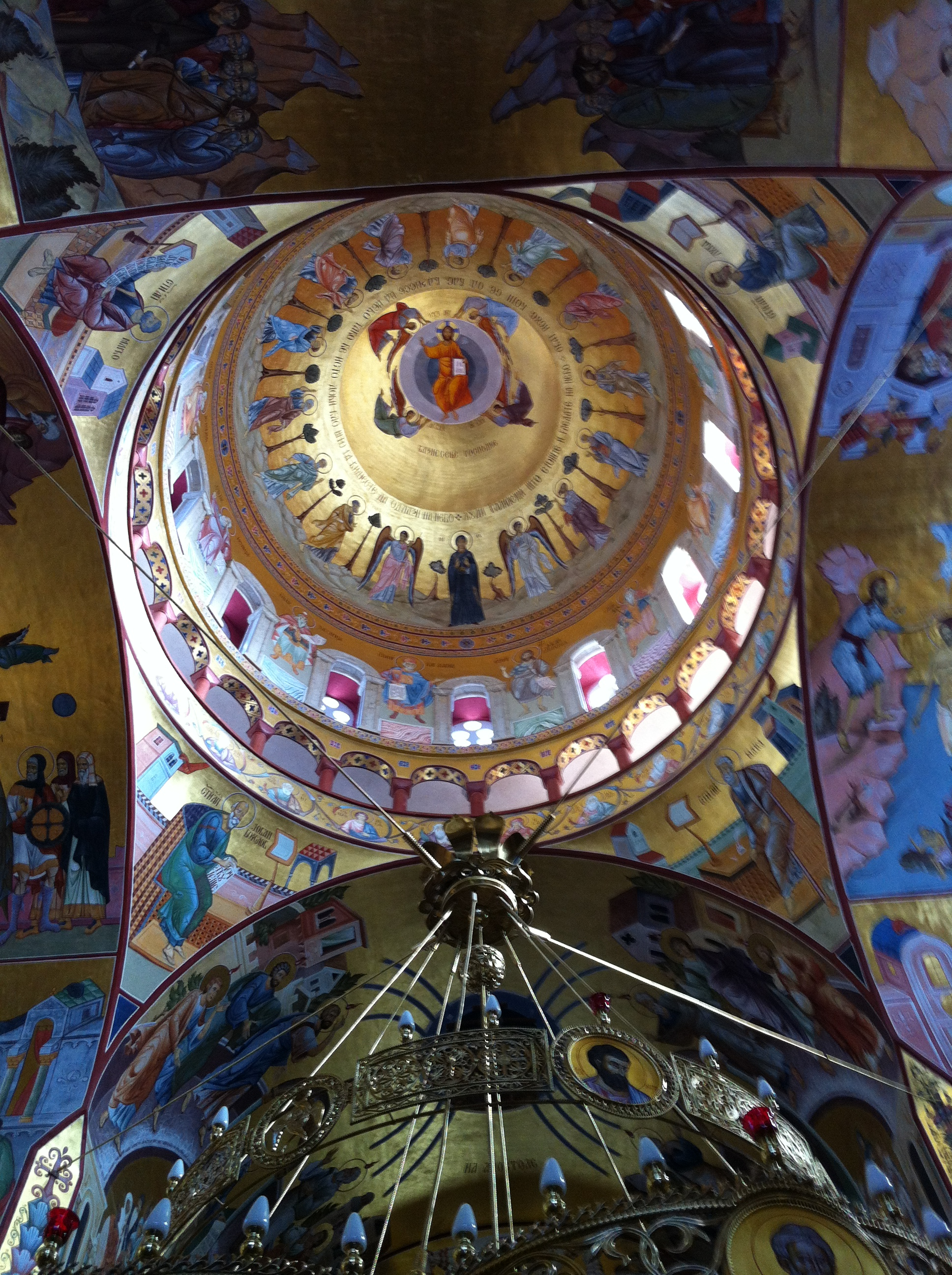
Kupolen inifrån.
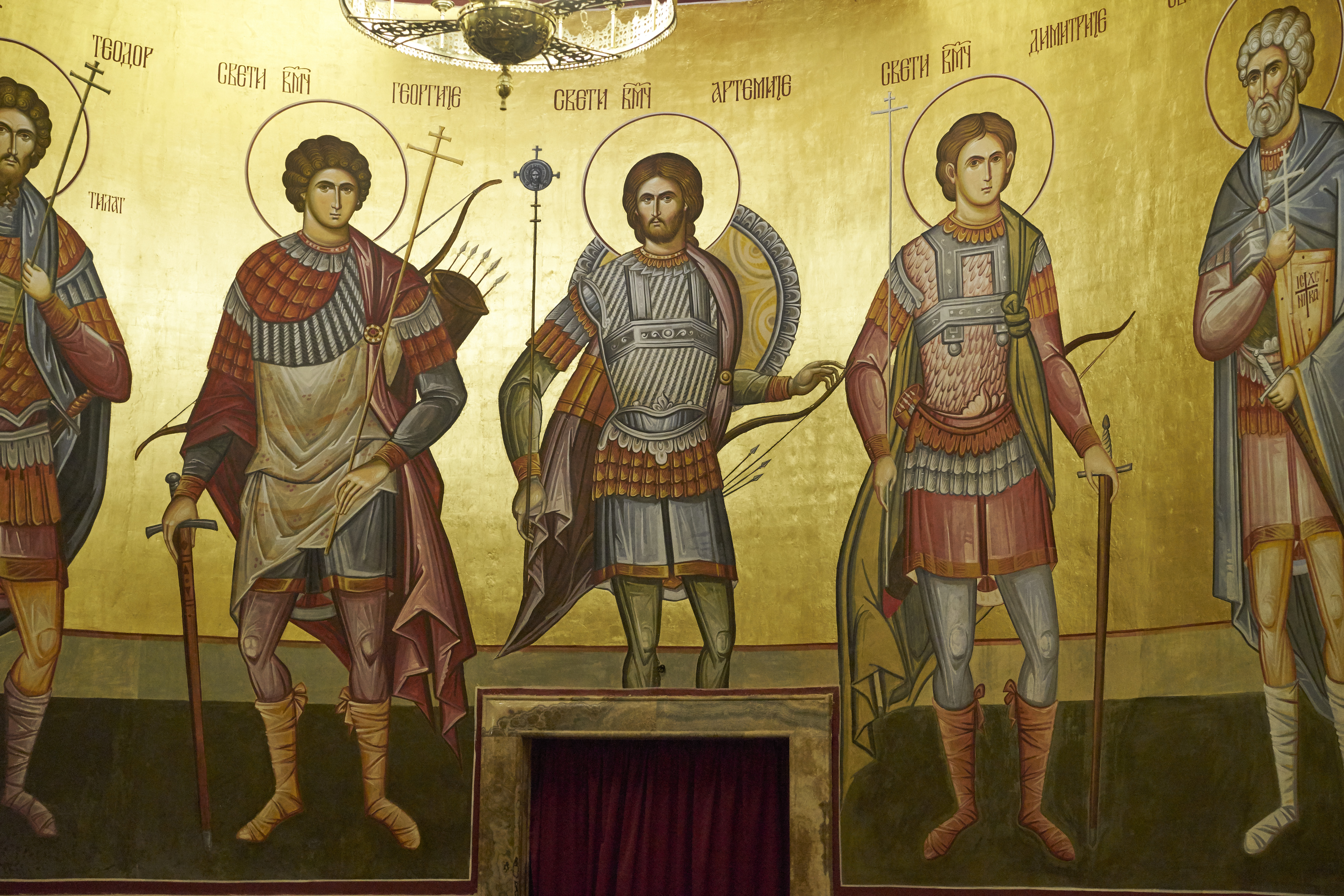
Mosaik.
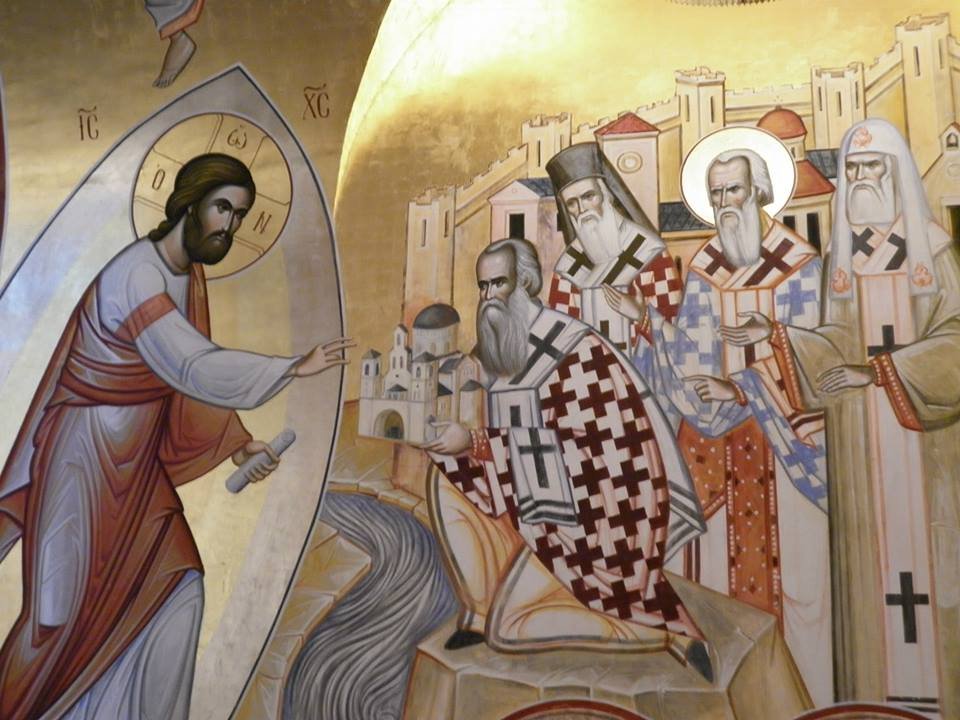
Fresker med Amfilohije Radović.